# Angela Glendenning
Angela Glendenning – brytyjska aktywistka społeczna. Przewodnicząca North Staffordshire Racial Equality Council oraz PARINS (Partnership Approach to Racist Incidents in North Staffordshire), która polega na współpracy wielu organizacji pomagającym ofiarom ataków na tle rasistowskim. Współpracuje również z organizacją ASHA. Po przejściu na emeryturę z National Probation Service przez sześć lat była członkiem zarządu lokalnych usług zdrowotnych. W 2008 roku została wyróżniona tytułem Obywatela Roku w Staffordshire i Stoke-on-Trent. W lutym 2011 roku dołączyła do międzynarodowej grupy wolontariuszy sadzących drzewa oliwne w Zachodnim Brzegu Palestyny. Po powrocie do kraju założyła North Staffordshire Olive Tree Campaign. Regularnie wspiera działania organizacji A-CET.